# Morning Musume Concert Tour 2005 Haru ~Dai 6 Kan Hit Mankai~
Albums de Morning Musume
Concert Tour 2004 ~Aki '04"
(2004) Concert Tour 2005 Natsu Aki
(2005)
Morning Musume Concert Tour 2005 Haru ~Dai 6 Kan Hit Mankai~ (モーニング娘。コンサートツアー2005春 ~第六感 ヒット満開!~) est une vidéo musicale (DVD) du groupe de J-pop Morning Musume, la douzième d'un concert du groupe.

## Présentation
La vidéo sort au format DVD le 6 juillet 2005 au Japon sous le label zetima (elle sera rééditée au format Blu-Ray le 9 octobre 2013). Le DVD atteint la 2e place à l'Oricon, et reste classé pendant sept semaines, pour un total de 14 560 exemplaires vendus durant cette période.
Le concert avait été filmé deux mois auparavant, le 7 mai 2005, dans la salle Nippon Budokan, en promotion de l'album Ai no Dai 6 Kan sorti six mois auparavant, dont huit des chansons sont interprétées (deux étant sorties en singles, et deux figurant dans un medley). Le groupe interprète aussi les chansons-titre de ses deux derniers singles sortis depuis, ainsi que deux titres de "face B". Dix autres chansons plus anciennes sont également interprétées, dont trois en medley. Plusieurs de ces titres ne sont interprétés que par quelques membres du groupe, dont une en solo par Ai Takahashi. Cinq des membres interprètent aussi la chanson Get Up! Rapper du groupe Salt 5.
C'est le concert de graduation de Rika Ishikawa, au terme duquel elle quitte officiellement le groupe Morning Musume pour se consacrer à son groupe V-u-den, qui interprète aussi un de ses titres. Elle chante aussi en solo un des titres qu'elle avait sorti en single avec Country Musume ni Ishikawa Rika. Une autre des membres de Morning Musume, Miki Fujimoto, qui a mené une carrière en solo, interprète aussi en solo la chanson de son deuxième single sorti en 2002. Un autre groupe du Hello! Project est également invité pour interpréter deux de ses titres : Country Musume, en trio ou en quintet avec Asami Konno et Miki Fujimoto de Morning Musume.

## Participantes
- Morning Musume
  - 4e génération : Rika Ishikawa, Hitomi Yoshizawa
  - 5e génération : Ai Takahashi, Asami Konno, Makoto Ogawa, Risa Niigaki
  - 6e génération : Miki Fujimoto, Eri Kamei, Sayumi Michishige, Reina Tanaka
- V-u-den (Rika Ishikawa, Erika Miyoshi, Yui Okada)
- Country Musume (Asami, Mai Satoda, Miuna)
- Country Musume ni Konno to Fujimoto (Asami, Mai Satoda, Miuna, Asami Konno, Miki Fujimoto)
- Miki Fujimoto (en solo)

## Liste des titres
| 1.  | The Manpower! (THE マンパワー!!!) (de l'album Rainbow 7 à venir)                                                                         |  |
| 2.  | Roman ~My Dear Boy~ (浪漫 ~MY DEAR BOY~) (de l'album Ai no Dai 6 Kan)                                                                    |  |
| 3.  | Dokusenyoku (独占欲) (de l'album Ai no Dai 6 Kan)                                                                                        |  |
| 4.  | MC 1 |  |
| 5.  | Namida ga Tomaranai Hōkago (涙が止まらない放課後) (de l'album Ai no Dai 6 Kan)                                                           |  |
| 6.  | Koe (声) (de l'album Ai no Dai 6 Kan) |  |
| 7.  | Love & Pea~ce! Hero ga Yattekita. (ラヴ&ピ~ス! HEROがやって来たっ。) (du single The Manpower!)                                           |  |
| 8.  | Love Machine (LOVEマシーン) (de l'album 3rd -Love Paradise-)                                                                             |  |
| 9.  | Ii Koto Aru Kinen no Shunkan (いいことある記念の瞬間) (par Ogawa, Kamei, Tanaka) (de l'album 4th Ikimasshoi!)                            |  |
| 10. | MC 2 |  |
| 11. | Ajisai Ai Ai Monogatari (紫陽花アイ愛物語) (par V-u-den) (single de V-u-den)                                                             |  |
| 12. | Iroppoi Onna ~Sexy Baby~ (色っぽい女 ~SEXY BABY~) (par Country Musume) (single de Country Musume)                                        |  |
| 13. | Shining Itoshiki Anata (シャイニング 愛しき貴方) (par Country Musume...) (single de Country Musume ni Konno to Fujimoto)                 |  |
| 14. | Romantic Ukare Mode (ロマンティック浮かれモード) (par Miki Fujimoto) (single de Miki Fujimoto)                                           |  |
| 15. | MC 3 |  |
| 16. | Get Up! Rapper (GET UP ! ラッパー) (par Yoshizawa, Ogawa, Niigaki, Michishige, Tanaka) (single commun de Salt 5 & cie)                   |  |
| 17. | Furusato (ふるさと) (par Ai Takahashi) (de l'album Second Morning)                                                                       |  |
| 18. | Morning Coffee (2002 Version) (モーニングコーヒー...) (par Konno, Kamei, Fujimoto, Ishikawa) (version 2002, du single Sōda! We're Alive) |  |
| 19. | MC 4 |  |
| 20. | Renai Revolution 21 (恋愛レボリューション21) (par toutes sauf Takahashi et Niigaki) (de l'album 4th Ikimasshoi!)                         |  |
| 21. | Chokkan ~Toki to Shite Koi wa~ (直感 ~時として恋は~) (de l'album Ai no Dai 6 Kan)                                                        |  |
| 22. | Medley : Sōda! We're Alive / Dance Suru no da! / Lemon Iro to Milk Tea / Haru no Uta / "...Suki da yo!" / Sōda! We're Alive              |  |
| 23. | Sukiyaki (すき焼き) (de l'album Ai no Dai 6 Kan)                                                                                         |  |
| 24. | Go Girl ~Koi no Victory~ (Go Girl ~恋のヴィクトリー~) (de l'album Best! Morning Musume 2)                                                |  |
| 25. | MC 5 |  |
| 26. | I Wish (I WISH) (de l'album Best! Morning Musume 1)                                                                                      |  |
| 27. | MC 6 |  |
| 28. | Osaka Koi no Uta (大阪 恋の歌) (de l'album Rainbow 7 à venir)                                                                            |  |
| 29. | MC 7 |  |
| 30. | Hajimete no Happy Birthday! (初めてのハッピーバスディ!) (par Rika Ishikawa) (single de Country Musume ni Ishikawa Rika)                  |  |
| 31. | MC 8 |  |
| 32. | The Peace! (ザ☆ピ~ス!) (de l'album 4th Ikimasshoi!)                                                                                      |  |

| 1. | Furusato (ふるさと) (par Risa Niigaki) (de l'album Second Morning)                                        |  |
| 2. | Shall We Love? (SHALL WE LOVE?) (par Yoshizawa, Takahashi, Ogawa, Michishige, Tanaka) (single de Gomattō) |  |
| 3. | Making Eizo (メイキング映像) (documentaire)                                                               |  |

Détails de la piste N°22
Medley : Sōda! We're Alive / Dance Suru no da! / Lemon Iro to Milk Tea / Haru no Uta / "...Suki da yo!" / Sōda! We're Alive (【メドレー】そうだ! We're ALIVE ～ DANCE するのだ! ～ レモン色とミルクティ ～ 春の歌 ～「、、、好きだよ!」～ そうだ! We're ALIVE)
- Sōda! We're Alive (そうだ! We're ALIVE) (de l'album 4th Ikimasshoi!)
- Dance Suru no da! (DANCEするのだ!) (par Konno, Ogawa, Niigaki, Fujimoto, Kamei,  Michishige, Tanaka) (de l'album 3rd -Love Paradise-)
- Lemon Iro to Milk Tea (レモン色とミルクティ) (par Konno, Ogawa, Niigaki, Fujimoto, Kamei,  Michishige, Tanaka) (de l'album Ai no Dai 6 Kan)
- Haru no Uta (春の歌) (par Ishikawa, Yoshizawa, Takahashi) (de l'album Ai no Dai 6 Kan)
- "...Suki da yo!" (「、、、好きだよ!」)  (par Ishikawa, Yoshizawa, Takahashi) (de l'album 3rd -Love Paradise-)
- Sōda! We're Alive (そうだ! We're ALIVE) (de l'album 4th Ikimasshoi!)